# Barış Özbek
Barış Özbek (Castrop-Rauxel, 1986. szeptember 14. –) német labdarúgó.
Jelenleg a Galatasaray középpályásaként játszik.

## Karrier
Özbek a Galatasaray csapatában már első szezonjában török bajnok lett.